# هرقل (إله)

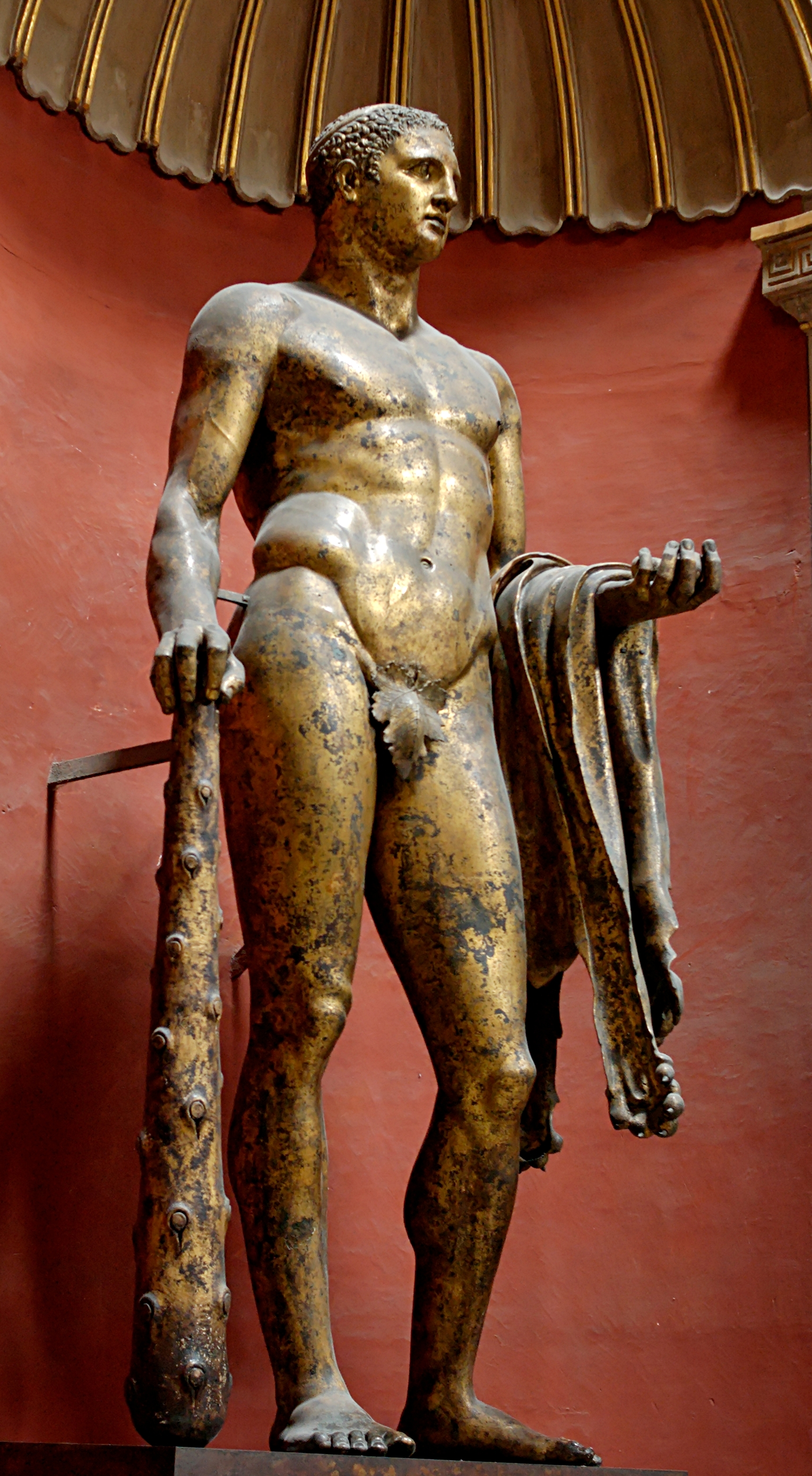
تمثال برونزي مُذهّب لهرقل االروماني عُثر عليه بالقرب من مسرح بومبي عام 1864 (متاحف الفاتيكان بروما)

هِرَقل في أساطير الإغريق بطل هو ابن زيوس  والبشرية ألكمينى يشتهر بقوته الخارقة وله العديد من المغامرات، شخصيه متعددة الأوجه ذات الخصائص المتناقضة مما مكن الفنانين والكتاب لانتقاء واختيار كيفية تمثيلة، يمثل هيراكليس عند كل من الرومان واليونانين أيقونة في الأدب والفن الغربى والثقافة الشعبية.

## وصفه
يقال انهُ نصف إنسان ونصف إله فوالده هو الآلهة زيوس ووالدته هي البشرية ألكيمنى وأرضعته الربة هيرا من ثديها فأمنحته الخلود.

## كراهية هيرا
كان هرقل متميزا من أهل القوة والفضيلة ولا سيما بانه يحب الفنون لا سيما  الموسيقى فقد بارى أبولو في دلفي فازعج ذلك إله الشمس على اتدخل الالهة وجعلهما صديقان حميمان وظلا كذلك ازمن طويل وكانت مدينة طيبة تتعرض لاذلال جارتها مدينة اركومنتوس فصمم الملك امفتيون وابنه ايفكليز ان يضعا حدا لهذا الاضطهاد فساعد هرقل في ذلك فكافئه الملك بان زوجه من الأميرة ميجارا فعاشا وأولادهما بسعادة لكن كراهية هيرا بدأت تعمل فقتل ابنائه وهو لا يدري وعندما أستفاق شعر بالألم فطل تكفير ذنبه فحكم زيوس ان يدخل هِرقل في خدمة ابن عمه يورسثيوس ملك ارجوس وان يقوم بالواجبات التي يطلبها منه فطلب منه أثنا عشر عملا مستحيلا لكن الالهة أشفقت عليه فزودته بأسلحة ذات نفع عظيم ساعدته في مهمته فاعطته اثينا خوذة وهيرمس سيفا وزيوس درعا وأبولو قوسا وسهاما وبوسيدون حصانا

## أعمال هرقل الإثني عشر
لم يورد الكتاب ترتيب الأعمال بنفس النمط، ولكن ال (The Bibliotheca (2.5.1-2.5.12 أعطت الترتيب الآتي:
1-كان أول عمل أن يقتل أسدا عظيما في نيما لا يخترق جلده سيف ولا سهم ولا تفلح ضربات الهراوة ضده لكنه تمكن من خنقه ثم سلخ جلد ولبسه.
2-كان عليه ان يقتل أفعى تدعى العدار (هيدرا) وكان لها تسع رؤوس إذا قطعت واحد نبت إثنين مكانه لذا اتى مع معين له وكان إذا قطع راسا جاء إيولاس وكوى مكان القطع.
3-كان عليه أن يظفر بالأيّل الذهبيّ.
4-كان على هرقل الإمساك بالخنزير الشرس في اريمنثوس غير انه واجه مشكلة مع السنتورات هناك أدت إلى قتل صديقان مقربان له.
5-كان عليه ان ينظف حظائر الملك اوجيوس التي كانت شديدة القذارة والإهمال بيوم واحد، فتمكن من ذلك عن طريق تغيير مجرى نهر.
6-كان عمله هو إبادة طيور ستيمفالوس الكاسرة التي كانت تاكل البشر.
7-كان هناك عجل شرس في جزيرة كريت وكان على هرقل ان يجعله اليفاً.
8-كان على هرقل أن يجلب خيول (وعددها أربعة) آكلة للحوم البشر إلى الملك من مملكة أخرى.
9-رغبت ابنة الملك في حزام جميل كان في حوزة هيبوليتا وهي ملكة شعب محارب قوامه النساء الأمزونيات وكان عليه ان يجلبه ونجح هِرقل في كسب الملكة إلى جانبه إلا ان هيرا نشرت اشاعة انه خطف الملكة فانطلقت النساء إلى السلاح فظن هِرقل ان الملكة مكرت به فقتلها وحمل معه الحزام.
10-كان علية أن يحضر ماشية جيريون الوحش الذي يملك ثلاثة أجساد ويعيش فوق جزيرة إيرثرا.
11-كان عليه أن يجلب تفاحات من مكان يحرسه تنين ويساعده في ذلك ثلاثة عرائس يدعين هسبريديس فبعد مشقة طويلة وصل إلى أطلس فوافق أطلس على ان يجلبهن مقابل ان يقوم هرقل برفع العالم مكانه فلما جاء أخذهن هِرقل وذهب.
12-كان على هِرقل ان يجلب الكلب سربروس حارس بوابة العالم السفلي وساعده بذلك اثينا وهيرمس فوافق بلوتو على ذلك على الا يوئذيه ويرجعه بعد ذلك.
وانتهى هرقل من هذه الأعمال بعد عشر سنوات ولكنه بقي يسعى خلف مغامرات جديدة ولم يخلد إلى الراحة.

## معرض الصور

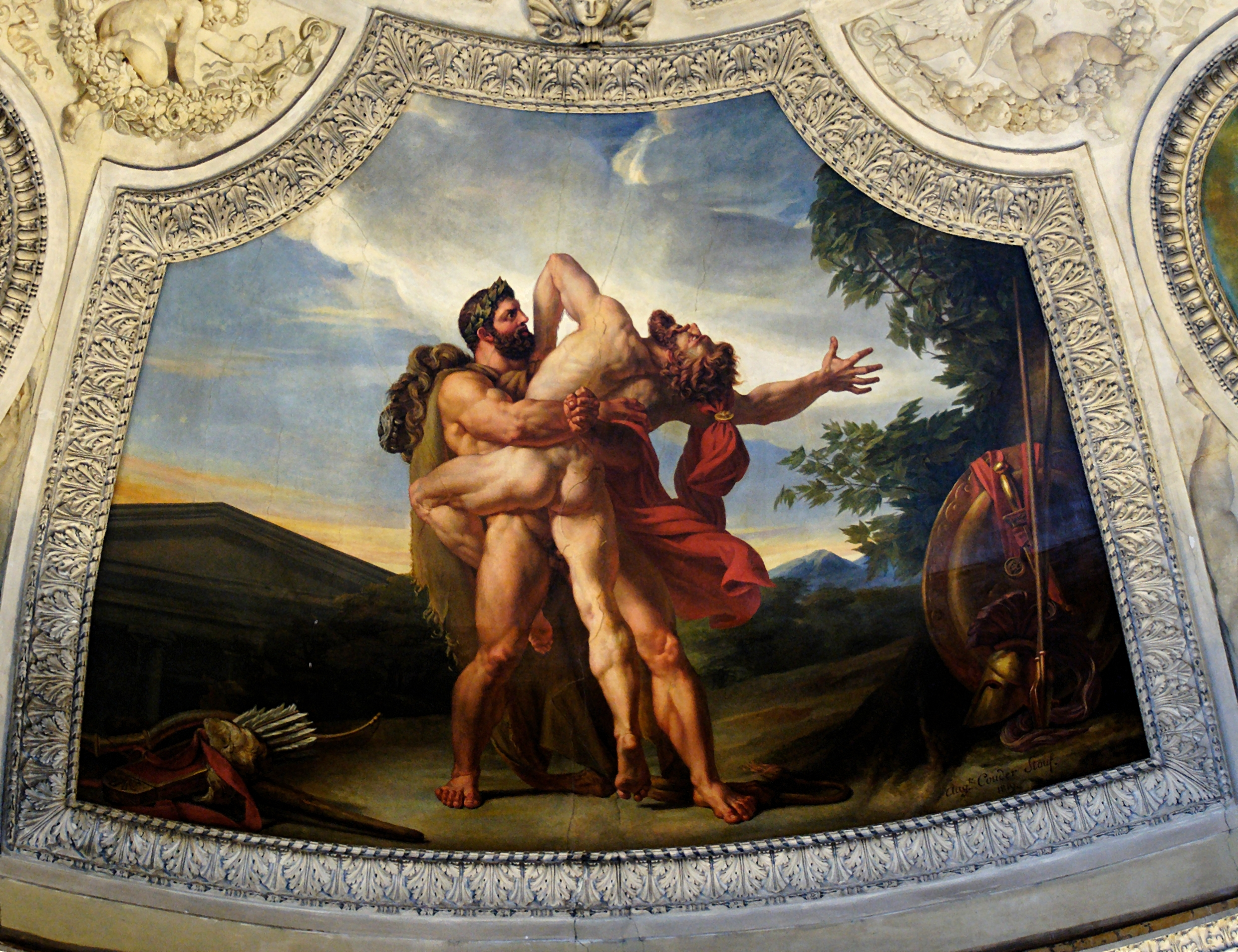
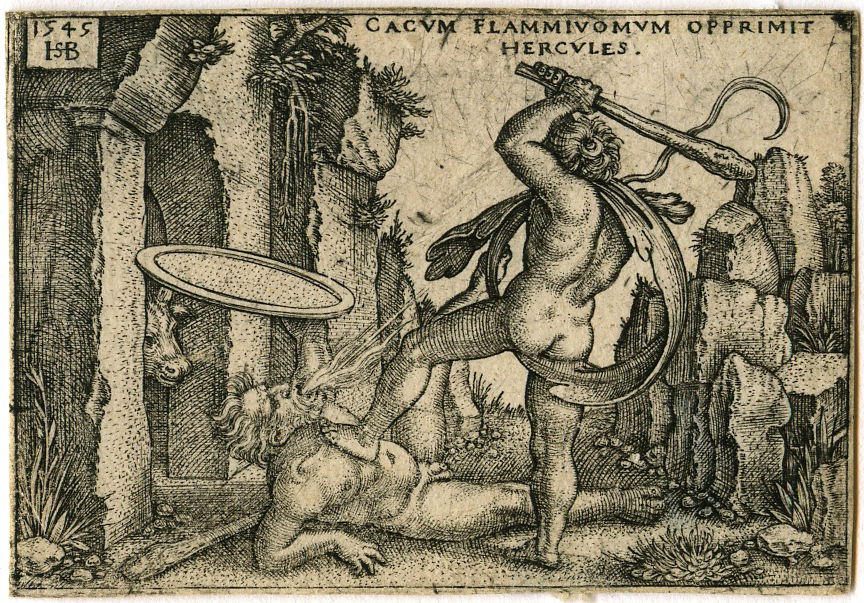
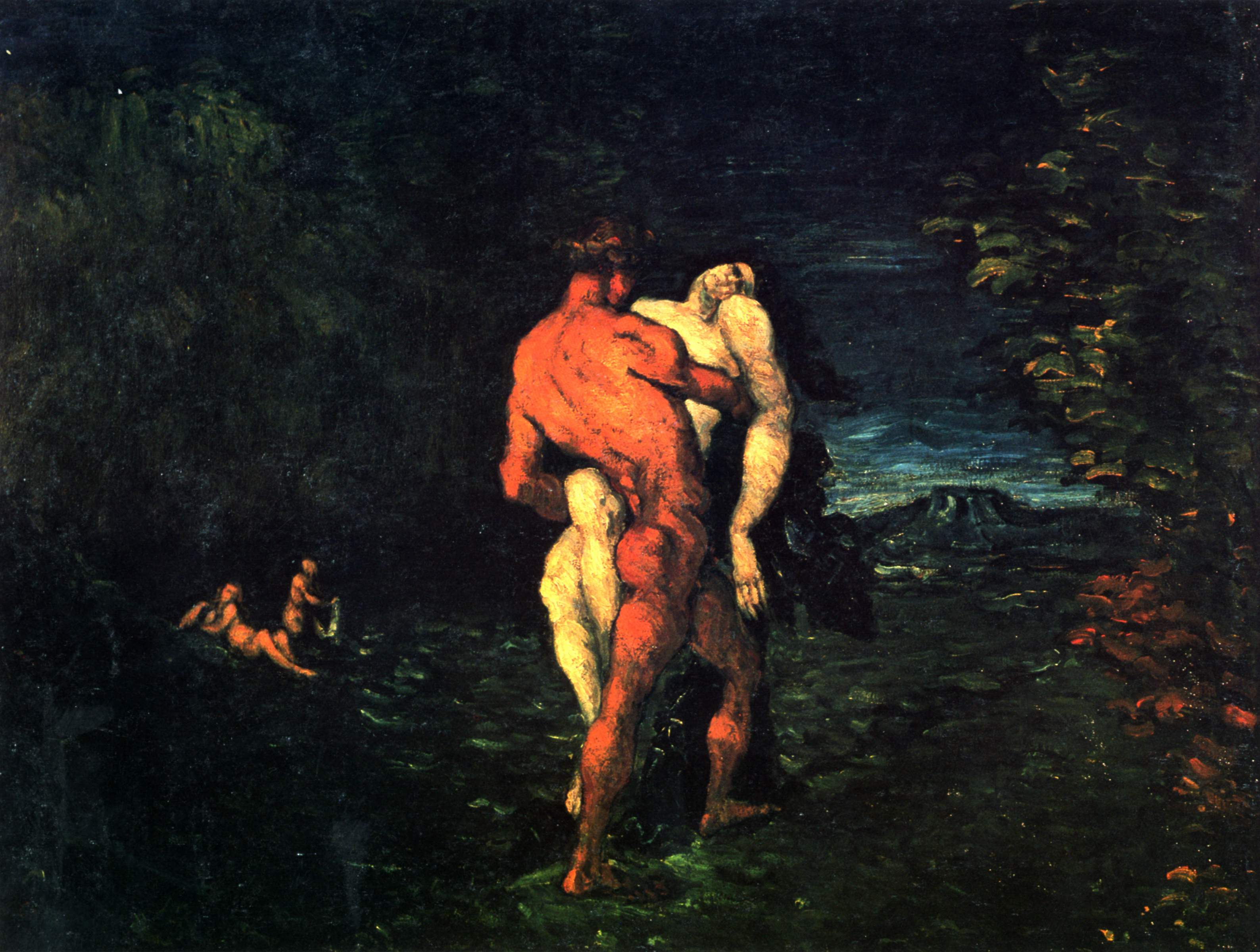
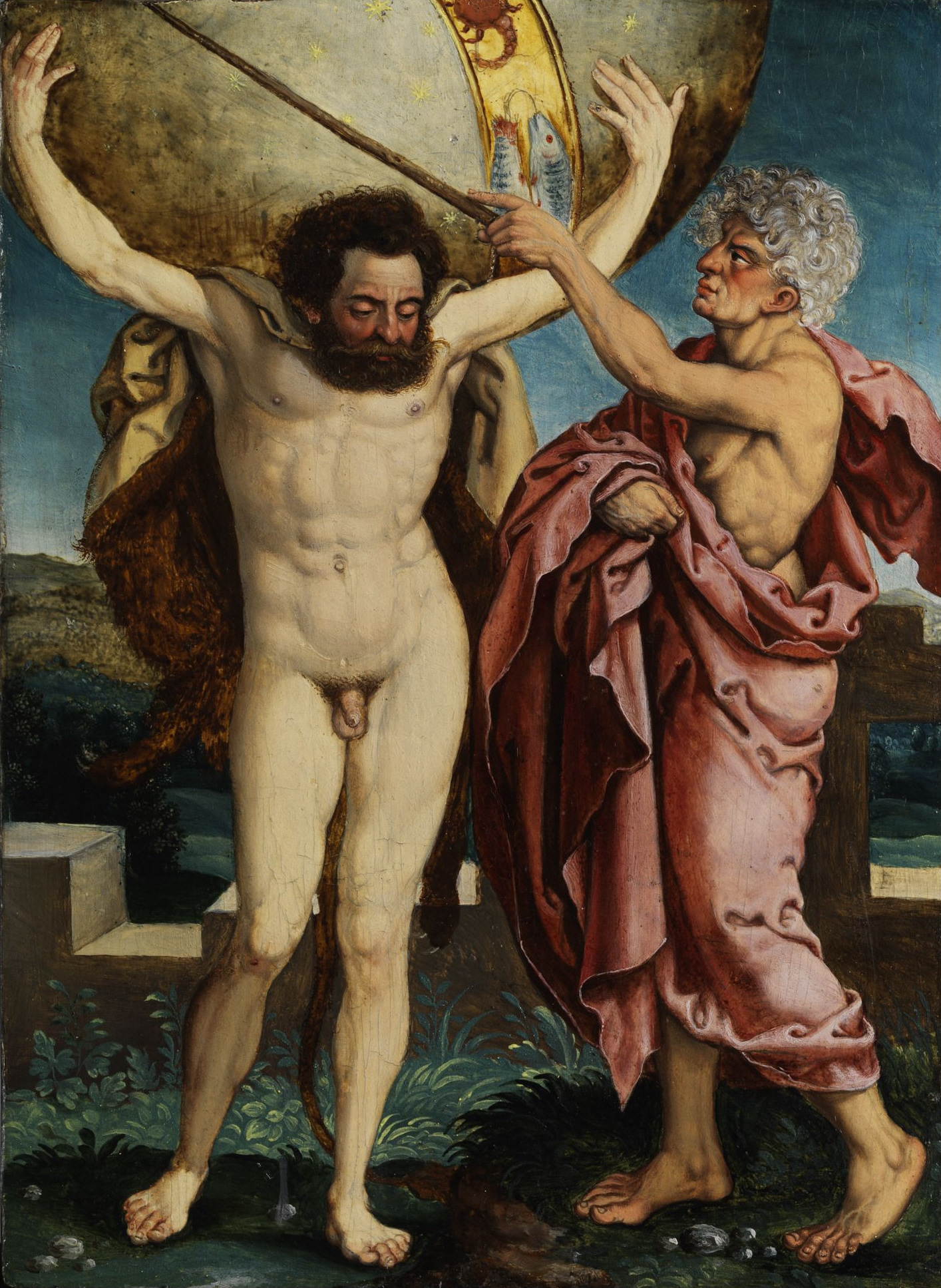
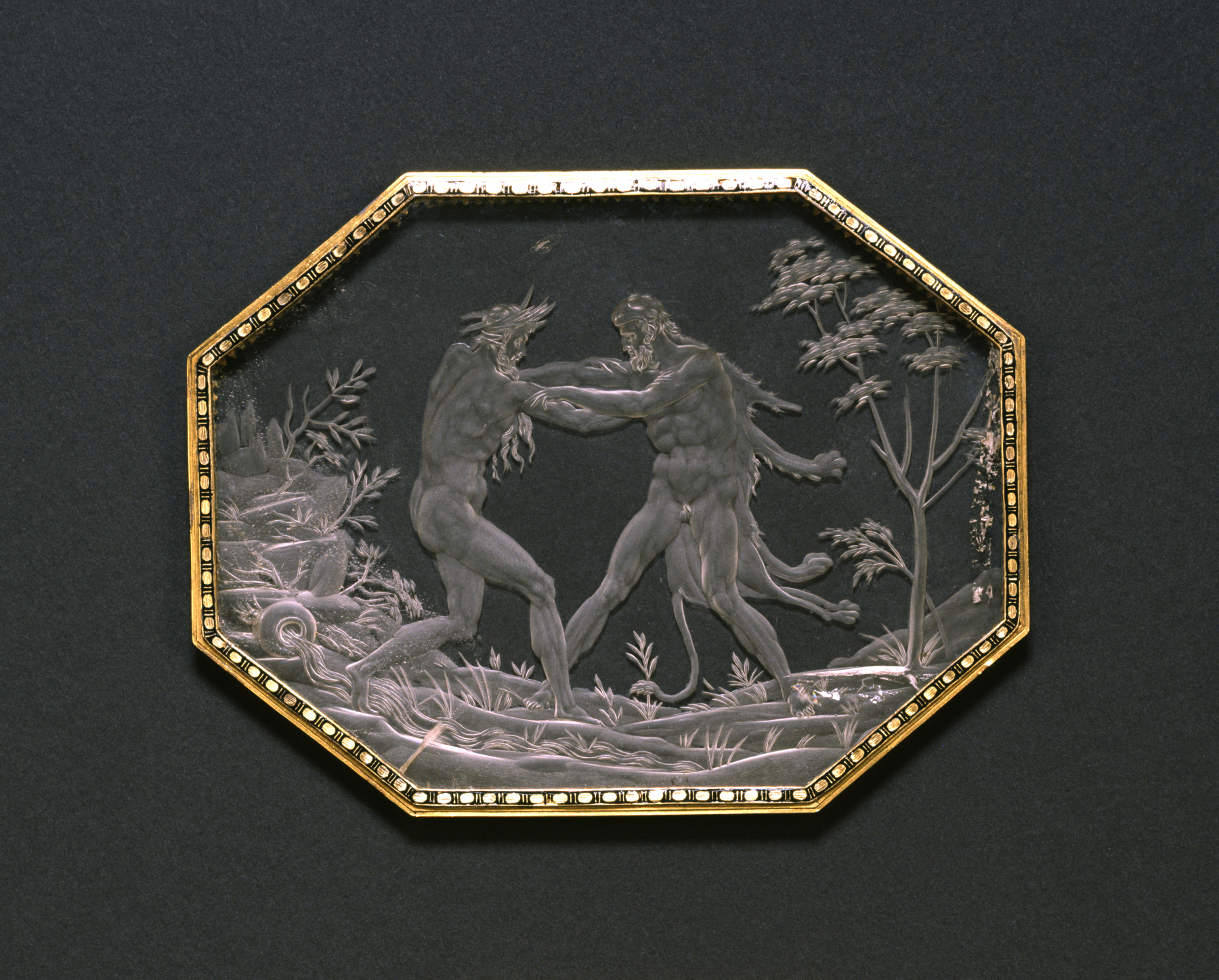
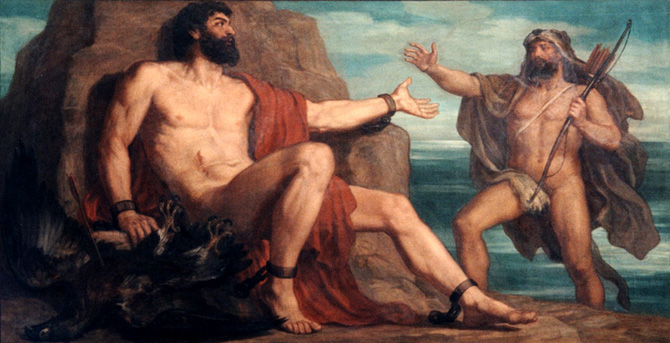